# フルート協奏曲 (ライネッケ)
フルート協奏曲 ニ長調 作品283 は、カール・ライネッケが作曲したフルート協奏曲。1908年に作曲されたこの作品は、ライネッケが完成させた最後の協奏曲となった。初演は1909年3月15日にライプツィヒで行われ、曲はこの時独奏を担ったマクシミリアン・シュヴェードラーへ献呈された。

## 楽器編成
フルート独奏、フルート2、オーボエ2、クラリネット2、ファゴット2、ホルン4、トランペット2、ティンパニ、打楽器、弦五部。

## 楽曲構成
全3楽章で構成され、演奏時間は約20分。
1. Allegro molto moderato
2. Lento e mesto
3. Moderato – In tempo animato – Tempo I – Più mosso – Più lento maestoso

## 評価
この作品は同時代の他の作品と比較されている。『グラモフォン』誌のジェフリー・ノリスは本作を「重要作品」と呼び、「ブラームスがフルートのための協奏曲を書かなかったという事実を埋め合わせる」楽曲であると述べる。『ニューヨーク・タイムズ』紙のジョン・ロックウェルはこれより幾分辛口で、「ライネッケの感性はもうひとりのライプツィヒ人、メンデルスゾーンによって形作られており、彼のフルート協奏曲は今世紀には時代遅れであることに満足げである。曲が匠の作品であることは否定すべくもなく、終楽章ではとりわけソリストにとって技巧を披露する時間が与えられる。しかし傑作とは言えない。」『アイリッシュ・タイムズ』紙のマイケル・ダーヴァンも同様の見解である。「ライプツィヒ・ゲヴァントハウス管弦楽団の指揮者でライプツィヒ音楽院の学長である多作家のカール・ライネッケは、フルートとピアノのための『ウンディーネ・ソナタ』で記憶されるだけの一発屋の作曲家となっており、珍しいところではここで録音された2つの協奏曲が知られる。ライネッケによる19世紀版のイージー・リスニングは18世紀の多様なリズムの弾力と簡易な和声の流れを欠いており、20世紀の取り組みの賢しさを持たないことは言うまでもない。」